# Trichogaster pectoralis
Trichogaster pectoralis е вид лъчеперка от семейство Макроподови (Osphronemidae).

## Разпространение
Видът е разпространен в Югоизточна Азия.